# Zacharias Hildebrandt
Zacharias Hildebrandt (* 1688 in Münsterberg; † 11. Oktober 1757 in Dresden) war ein deutscher Orgelbauer, der im 18. Jahrhundert die Orgellandschaft Sachsen prägte.

## Leben
Zacharias Hildebrandt wurde als Sohn von Heinrich Hildebrandt, einem Wagnermeister, geboren, bei dem er vermutlich das Tischlerhandwerk erlernte. Bei wem Hildebrandt seine Lehrjahre im Orgelbau verbrachte, ist nicht bekannt. Seine Wanderjahre führten ihn 1713 zu Gottfried Silbermann in Freiberg, mit dem er am 9. Dezember 1713 einen Lehrvertrag abschloss. Da dieser zum Ziel hatte, Hildebrandt „zu perfectioniren“, und er schnell ein voll einsetzbarer Mitarbeiter und vollwertiger Partner war, ist davon auszugehen, dass er 1713 bereits Vorkenntnisse im Orgelbau aufweisen konnte. 1718 legte er bei Silbermann seine Meisterprüfung ab und vollendete 1721 sein Meisterstück, die Orgel der Nikolaikirche Langhennersdorf. Am 26. August 1722 erlangte Hildebrandt das Bürgerrecht der Stadt Freiberg und heiratete am 14. September 1722 in Langhennersdorf Maria Elisabetha Dachselt (* 2. Februar 1700), die Tochter eines inzwischen verstorbenen Böttchers. Am 21. September 1722 schloss er mit Silbermann einen „Wechsel-Contract“, einen Vergleich, der auch das Ende der Mitarbeit in der Freiberger Werkstatt besiegelte. 1723 folgte der Bau einer Orgel in Störmthal bei Leipzig. Der Kirchenpatron Hilmar von Fullen wandte sich zunächst an Silbermann, doch erhielt Hildebrandt für 400 Taler den Zuschlag, vermutlich weil er aufgrund seiner wirtschaftlichen Notlage Silbermanns Angebot unterbot. Daraufhin kam es zum Zerwürfnis mit Silbermann, der Hildebrandt in einem Brief vom 24. August 1726 „Intriquen“ vorwarf, da jeder Orgelbau im sächsischen Raum der Zustimmung von Silbermann bedurfte. Der Rechtsstreit endete in einem Vergleich. Durch den Orgelneubau schloss Hildebrandt Bekanntschaft mit Johann Sebastian Bach, der sich von der Störmthaler Orgel in einem Gutachten von 1723 voller Begeisterung äußerte. Für den Einweihungsgottesdienst komponierte Bach die Kantate Höchsterwünschtes Freudenfest, BWV 194 und war bei deren Aufführung als musikalischer Leiter selbst anwesend. 1724 oder 1725 wúrde in Störmthal der Sohn und talentierte Nachfolger Johann Gottfried Hildebrandt geboren. Von 1724 bis 1726 folgte der Bau der Orgel zu Lengefeld, auf Grund dessen es zu einem erneuten Streit mit Gottfried Silbermann kam, der Hildebrandt nun als Konkurrenten betrachtete und gerichtlich verklagte. Der tiefere Grund des Rechtsstreits lag darin, dass Silbermann Hildebrandt, der eine Familie gegründet und eine selbstständige Tätigkeit aufgenommen hatte, als ebenbürtig erkannte und ihn dauerhaft an seine Werkstatt binden wollte. Den Streit schlichtete ein Abkommen, worin sich Hildebrandt verpflichtete, nur noch von Silbermann zuvor abgelehnte Aufträge zu übernehmen. Er verlegte daraufhin seinen Wirkungsbereich in die Leipziger Gegend und das westliche Kursachsen. 
Im Frühjahr 1727 übersiedelte die Familie nach Sangerhausen, wo am 16. September 1727 die Tochter Catharina Christina Lucretie (* 5. September 1726 in Lengefeld) mit einem Jahr verstarb. Wohl während des Orgelneubaus für St. Jacobi in Sangerhausen (1727/1728) reparierte Hildebrandt die beiden Orgeln der Leipziger Thomaskirche. Er wurde 1730 zum Fürstlich Sächsisch-Weißenfelsischen Hoforgelmacher ernannt. Von 1732 bis 1738 nahm Hildebrandt die Wartung der Orgel in der Schloss- und Domkirche in Merseburg vor und ließ sich zu dieser Zeit als Orgelbauer in Weißenfels nieder. 1734 baute er in diese Orgel mehrere neue Register ein. Spätestens 1734 zog die Familie nach Leipzig um. Die größte und einzige dreimanualige Orgel von Zacharias Hildebrandt mit 53 Registern in der Kirche St. Wenzel in Naumburg (Saale) wurde von 1743 bis 1746 erbaut. Nachdem Gottfried Silbermann und Johann Sebastian Bach vier Tage lang die Orgel prüften, erfolgte am 27. September 1746 die gemeinsame Abnahmeprüfung, die der Orgel ein äußerst positives Zeugnis ausstellte. Spätestens 1746 kam es zur Aussöhnung mit Silbermann. Trotz der soliden Arbeit und allgemeiner Wertschätzung führte das jahrelange Projekt zu einer weiteren Verschlechterung von Hildebrandts finanzieller Situation.
Im Sommer 1747 kehrte Hildebrandt mit seiner Familie nach Leipzig zurück. In seiner dortigen Werkstatt entstand das Werk für Großwiederitzsch (1748) und zumindest zum Teil auch für Hettstedt (1749). 1748 erfolgte die Ernennung zum Universitätsorgelmacher als Nachfolger von Johann Scheibe. Der erkrankte und altersschwache Silbermann übertrug Hildebrandt den Orgelneubau für die Katholische Hofkirche in Dresden und schloss mit ihm am 10. August 1750 einen entsprechenden Vertrag. Nach den ersten beiden Jahren in der Freiberger Werkstatt, wurden die Arbeiten ab Sommer 1752 in Dresden fortgesetzt und im Januar 1755 abgeschlossen. Bereits vor Silbermanns Tod beauftragten die Kirchen-Inspectoren der Dresdner Dreikönigskirche Hildebrandt mit einem Orgelneubau, weil er „in seiner Orgel-Bauer-Kunst in bester renommée“ stand. Die Arbeiten begannen im September 1754. Der Meister erlebte den Abschluss nicht mehr, da er am Vormittag des 11. Oktober 1757 an Durchfall starb. Er wurde am 14. Oktober 1757 auf dem Neustädter Friedhof beigesetzt. Sein Sohn Johann Gottfried Hildebrandt vollendete das Werk, das am 6. Dezember 1757 mit einem äußerst positiven Gutachten von Gottfried August Homilius abgenommen wurde, und führte die Werkstatt fort.

## Werk
Hildebrandt zählt zu den bedeutenden Orgelbauern des Barock, dessen Werke bei seinen Zeitgenossen in hohem Ansehen standen. Seine Instrumente sind ein klingendes Zeugnis der Orgelbaukunst im Umfeld von Gottfried Silbermann. In den letzten Jahrzehnten ist das Bewusstsein gewachsen, dass seine Werke zu erhalten und sachgemäß zu restaurieren sind. Wie zu der Zeit allgemein üblich, beschränkte sich Hildebrandt nicht auf den Orgelbau, sondern war Instrumentenbauer. So entwickelte er auf Anregung Bachs ein Lautenclavier („Lautenclavicymbel“).
In technischer Hinsicht führte Hildebrandt die grundlegenden Prinzipien von Gottfried Silbermann fort. Im Klangkonzept, der Pfeifenbauweise und im Werkaufbau größerer Orgeln beschritt er jedoch eigene Wege. Ähnlich wie bei Joachim Wagner weisen Hildebrandts Dispositionen ein größeres Spektrum an Registern als bei den Silbermann-Orgeln auf. So finden sich bei Hildebrandt die streichende Viola da gamba 8′ und Fugara 4′, Nachthorn 4′ und 2′, der im Diskantbereich konische Nasat 2 2⁄3′, Weitpfeife 2′, die schmal labiierte Waldflöte 2′ und 1′, zweichörige Sesquialtera, Rauschpfeife 2fach, konische Holz-Violon 16′ und 8′ sowie die Posaune 32′. Grundlegend ist wie bei Silbermann der vollständige Prinzipalchor, den Hildebrandt in den Einzelwerke aber mit differenzierter Weite baute. Hildebrandt schuf Flöten unterschiedlicher Mensur und Bauform (zylindrisch, konisch, gedackt und offen), stellte sie auf einem Manual aber gerne in baugleiche Klanggruppen zusammen (so Rohrflöten 8′, 4′, 2 2⁄3′, konische Flöten 8′, 4′, 2′, Gedackt 8′, 4′ oder Gemshorn 8′, 4′). An Streichregistern findet sich neben der Gambe 8′ regelmäßig die Quintade 8′. An Zungenregistern begegnen Vox humana, Posaune und Trompete (Manual und Pedal), in Naumburg sogar eine 32-Fuß-Posaune im Pedal und im Rückpositiv ein Fagott 16′ neben der Bombard 16′ im Hauptwerk. Bei mittelgroßen und größerer Orgeln sind die Pedalwerke reicher ausgestattet als bei Silbermann. Die Mixturen sind bei zwei- und dreimanualigen Werken stärker besetzt (bis zu 8fach), aber im Gegensatz zu Wagner und dem thüringischen Orgelbau ohne Terzen.
Für die Disposition der Naumburger Orgel hatte Hildebrandt möglicherweise auf Ratschläge von Bach zurückgegriffen. Die mehrfach umgebaute Orgel wurde in den Jahren 1993 bis 2000 vollständig restauriert. Nur der kleinere Teil des Pfeifenwerks ist erhalten, darunter keine Mixturen. Das Naumburger Instrument weist mehrere Besonderheiten auf. Die Mixtur im Hauptwerk ist (wie in Dresden) ohne ergänzende zweite Klangkrone und hat einen 5 1⁄3′ auf c2, was eine 16′-Basis für das Plenum erfordert. Die Holzbecher der dortigen Posaune 32′ im Pedal weisen die volle Becherlänge auf. Für Naumburg ist eine Temperatur „nach dem Neidhard“ überliefert, wobei nicht eindeutig ist, ob eine bestimmte Stimmung von Johann Georg Neidhardt gelegt wurde.
Hildebrandts Prospekte erweisen große Eigenständigkeit. Bei seinem Meisterstück in Langhennersdorf findet sich ein breiter, überhöhter Mittelturm und außen zwei schmalere Rundtürme, die durch zweigeschossige Flachfelder verbunden werden. Bei einigen Orgeln finden sich außen Harfenfelder. In Lengefeld erstreckt sich der nach außen abfallende Prospekt durch zwei weitere doppelgeschossige Flachfelder und niedrige Außentürme auf neun Achsen. Sangerhausen und Hettstedt werden durch Oberwerke erweitert und durch mächtige Außentürme flankiert. Silbermann übernahm bei einigen seiner Orgelneubauten die Prospektentwürfe Hildebrandts in modifizierter Form. Für die Silbermann-Tradition ungewöhnlich ist der Bau eines Rückpositivs in Naumburg.

## Werkliste
Die Werkliste umfasst alle von Zacharias Hildebrandt bekannten Orgelneubauten. Kursivschreibung gibt an, dass die Orgel nicht oder nur noch das historische Gehäuse erhalten ist. In der fünften Spalte bezeichnet die römische Zahl die Anzahl der Manuale, ein großes „P“ ein selbstständiges Pedal, ein kleines „p“ ein nur angehängtes Pedal. Die arabische Zahl gibt die Anzahl der klingenden Register an. Die letzte Spalte bietet Angaben zum Erhaltungszustand oder zu Besonderheiten.
| Jahr      | Ort              | Kirche                 | Bild | Manuale | Register | Bemerkungen |
| --------- | ---------------- | ---------------------- | ---- | ------- | -------- | --- |
| 1722      | Langhennersdorf  | Kirche St. Nikolai     |      | II/P    | 21       | erhaltenes Meisterstück; 1990–1996 restauriert durch Wegscheider; Orgel                                                                                        |
| 1722–1723 | Störmthal        | Kreuzkirche            |      | I/P     | 14       | 1934 und 2007/2008 restauriert → Orgel |
| 1724      | Hilbersdorf      | Ev. Dorfkirche         |      | I       | 5        | 1943 weitgehend zerstört; früher zugeschrieben, aber wohl von Silbermann gebaut; restauriert, jetzt im Musikinstrumentenmuseum der Universität Leipzig → Orgel |
| 1724–1725 | Liebertwolkwitz  | Ev. Kirche             |      | I/P     | 13       | 1813 zerstört |
| 1725–1726 | Lengefeld        | Zum Heiligen Kreuz     |      | II/P    | 22       | 1933 umgebaut; 2010–2014 Restaurierung durch Eule und Wegscheider → Orgel                                                                                      |
| 1727      | Sangerhausen     | Hl.-Geist-Stift        |      | I       | 6        | nicht erhalten |
| 1727–1728 | Sangerhausen     | St. Jacobi             |      | II/P    | 27       | 1976–1978 restauriert durch Hermann Eule Orgelbau Bautzen → Orgel                                                                                              |
| 1728      | Pölsfeld         | St. Moritz             |      | I/p     | 9        | 1728 Neubau unter Verwendung von vier Registern aus der Vorgängerorgel von Papenius (1696); später erweitert und etwas umdisponiert; heute I/P 13              |
| 1729–1730 | Sotterhausen     | Ev. Kirche             |      | I/P     | 9        | fast vollständig erhalten; 2005 restauriert |
| 1732      | Lindenau         | Nathanaelkirche        |      | I/P     | 10       | nach Abbruch der alten Kirche verschollen |
| 1735–1736 | Eutritzsch       | Christuskirche         |      | I/P     | 10       | nicht erhalten |
| 1743–1746 | Naumburg         | Stadtkirche St. Wenzel |      | III/P   | 53       | 1993–2000 restauriert durch Hermann Eule Orgelbau Bautzen → Orgel                                                                                              |
| 1748      | Großwiederitzsch | Ev. Kirche             |      | I/P     | 10       | 1902 abgerissen |
| 1749      | Hettstedt        | St. Jacobi             |      | II/P    | 31       | Prospekt erhalten, Neubau von Wilhelm Rühlmann (1905 IIIP/45) hinter historischem Prospekt                                                                     |
| 1756      | Goldbach         | Marienkirche           |      | I/P     | 10       | 1908 eingreifend umgebaut |
| 1754–1757 | Dresden          | Dreikönigskirche       |      | II/P    | 38       | 1945 zerstört → Orgel → Orgel |

## Tonträger
- Bach: The Art of Fugue. CD, Aeolus, 2020 (Samuel Kummer in Naumburg/St. Wenzel).
- Ton Koopman at the Zacharias Hildebrandt Organ (1726) Lengefeld. CD, Challenge, 2017.
- Die Orgeln von Zacharias Hildebrandt. Vol. 1. CD, Querstand, 2007 (Felix Friedrich in Sangerhausen, Pölsfeld, Langhennersdorf, Störmthal, Leipzig/Musikinstrumentenmuseum und Naumburg/St. Wenzel).
- The Bach Organ of Störmthal. CD, Loft, 2008 (William Porter)
- Orgeln in Sachsen. Zacharias-Hildebrandt-Orgel in Langhennersdorf. CD, Querstand, 2005 (Dietrich Wagler).
- Bach Organ Works. Vol. 18. CD, cpo, 2005 (Gerhard Weinberger in Störmthal und Zschortau).
- Bach Organ Works. Vol. 16. CD, cpo, 2003 (Gerhard Weinberger in Naumburg/St. Wenzel).
- Bach Organ Works. Vol. 15. CD, cpo, 2003 (Gerhard Weinberger in Naumburg/St. Wenzel).
- Die Hildebrandtorgel zu Störmthal, Werner Jacob spielt weihnachtliche Orgelmusik. Schallplatte, Eterna 8 26 983, 1978.